# Русиново
Русиново (мкд. Русиново) је насеље у Северној Македонији, у источном делу државе. Русиново је у саставу општине Берово.

## Географија
Русиново је смештено у источном делу Северне Македоније, близу државне границе са Бугарском - 15 km источно од насеља. Од најближег града, Берова, насеље је удаљено 5 km југозападно.
Насеље Русиново се налази у историјској области Малешево. У области Малешевских планина, на југозападном ободу Беровског поља. Источно од насеља тече река Брегалница горњим делом свог тока. Надморска висина насеља је приближно 900 метара.
Месна клима је планинска због знатне надморске висине.

## Становништво
Русиново је према последњем попису из 2021. године имало 1.503 становника.
| Национални састав према попису из 2021.‍ | Национални састав према попису из 2021.‍ | Национални састав према попису из 2021.‍ | Национални састав према попису из 2021.‍ | Национални састав према попису из 2021.‍ |
| --------------------------------------- | --------------------------------------- | --------------------------------------- | --------------------------------------- | --------------------------------------- |
|                                         |                                         |                                         |                                         |                                         |
| Македонци                               | Македонци                               |                                         | 1.416                                   | 94,2%                                   |
| непописани                              | непописани                              |                                         | 87                                      | 5,8%                                    |

Већинска вероисповест месног становништва је православље.